# سان جیورجیو آلبانزه
سان جیورجیو آلبانزه (به ایتالیایی: San Giorgio Albanese) یک کومونه در ایتالیا است که در استان کزنتزا واقع شده‌است. سان جیورجیو آلبانزه ۲۲ کیلومتر مربع مساحت و ۱٬۶۹۰ نفر جمعیت دارد و ۴۲۰ متر بالاتر از سطح دریا واقع شده‌است.

## خواهرخوانده
شهر کرسچنتینو خواهرخواندهٔ سان جیورجیو آلبانزه هست.